# Porsche Lynn
Porsche Lynn, pseudonimo di Lauren Pokorny (St. Johns, 14 febbraio 1962), è un'ex attrice pornografica ed ex regista pornografica statunitense.
Ha scelto come proprio nome d'arte il nome della casa automobilistica Porsche dopo averne vista una in uno dei suoi primi film. Ha poi aggiunto "Lynn" perché pensava suonasse bene.

## Biografia
I genitori di Lynn morirono entrambi quando lei aveva sei anni, ed erano nel bel mezzo di un complicato divorzio. Lynn, sua madre e sua nonna stavano andando a casa di suo padre, che avrebbe dovuto firmare il divorzio. Tuttavia suo padre accolse l'ex moglie sparandole ed uccidendola, per poi uccidere anche se stesso.
Fra il 1985 e il 2002, Porsche Lynn è apparsa in circa centosettanta film. Ha iniziato la propria carriera con film vanilla, per poi specializzarsi nei film di genere Femdom. Nel 1993 ha diretto l'edizione annuale degli AVN Awards insieme a Ona Zee e Randy West.
In anni recenti, ha lavorato come dominatrix a New York e Phoenix. A un certo punto della sua carriera, le sue gambe erano assicurate per un milione di dollari. Lynn è membro della AVN Hall of Fame.

## Riconoscimenti
- AVN Awards
  - 1994 – Best Supporting Actress (video) – Servin' it Up[5]
- XRCO Award
  - 1988 – Starlet Of The Year[6]
  - 1989 – Best Female/Female Sex Scene per The Kink con Lynn LeMay[7]
  - 1994 – Best Anal Sex Scene per Arabian Nights con Sean Michaels e Julian St. Jox[8]
  - 2001 – XRCO Hall Of Fame[9]

## Filmografia

### Attrice
- Bigger the Better (1986)
- Black Taboo 2 (1986)
- Blazing Bedrooms (1986)
- Born to Be Bad (1986)
- Box Lunch Club (1986)
- Call Girl (1986)
- Club Ecstasy (1986)
- Cummin' Together (1986)
- Depraved Innocent (1986)
- Down and Dirty in Beverly Hills (1986)
- Hyapatia Lee's Wild Wild West (1986)
- I Wanna Be A Bad Girl (1986)
- Innocent Taboo (1986)
- Jane Bond Meets Octopussy (1986)
- Living in a Wet Dream (1986)
- Miami Spice 1 (1986)
- Mile High Girls (1986)
- Naughty Girls Like it Big (1986)
- Pink and Pretty (1986)
- St X-where 1 (1986)
- Taboo 5 (1986)
- Afro Erotica 11 (1987)
- All For His Ladies (1987)
- Barbara Dare's Roman Holiday (1987)
- Best of Erica Boyer (1987)
- Black Silk Secrets (1987)
- Dildo Sluts (1987)
- Endzone (1987)
- Girl With the Million Dollar Legs (1987)
- Girls Who Dig Girls 3 (1987)
- Grand PriXXX (1987)
- Greatest Head Ever (1987)
- Hard Rocking Babes (1987)
- Lessons in Lust (1987)
- Load Warrior 2 (1987)
- Lust Italian Style (1987)
- Mad About You (1987)
- Mimi (1987)
- Porsche (1987)
- Trisexual Encounters 6 (1987)
- Tropical Lust (1987)
- 21 Hump Street (1988)
- Afro Erotica 26 (1988)
- Against All Bods (1988)
- Barbara Dare's Bad (1988)
- Born To Burn (1988)
- Case of the Crooked Cathouse (1988)
- Easy Access (1988)
- Edible Vegetables (1988)
- Flaming Tongues 2 (1988)
- Flaming Tongues 3 (1988)
- Girls Who Dig Girls 6 (1988)
- Her Every Wish (1988)
- In a Crystal Fantasy (1988)
- Kink (1988)
- Lay It Again Sam (1988)
- Maxine (1988)
- Porsche Lynn Every Man's Dream (1988)
- Raging Weekend (1988)
- Sex Starved (1988)
- Taste of Porsche (1988)
- Taste of the Best 1 (1988)
- Very Dirty Dancing (1988)
- Wish Bone (1988)
- Afro Erotica 31 (1989)
- Big Thrill (1989)
- Bring on the Virgins (1989)
- Clinique (1989)
- Coming of Age (1989)
- Contessa (1989)
- Filthy Rich (1989)
- Friday the 13th 2 (1989)
- Girls Who Dig Girls 10 (1989)
- Girls Who Dig Girls 14 (1989)
- Girls Who Dig Girls 15 (1989)
- Girls Who Love Girls 10 (1989)
- Girls Who Love Girls 12 (1989)
- Girls Who Love Girls 13 (1989)
- Girls Who Love Girls 14 (1989)
- Girls Who Love Girls 18 (1989)
- Girls Who Love Girls 19 (1989)
- Girls Who Love Girls 6 (1989)
- Great Sex Contest Round 2 (1989)
- I Love a Girl in a Uniform (1989)
- Indiana Joan in The Golden Triangle (1989)
- Last Rumba in Paris (1989)
- Legends of Porn 2 (1989)
- Love on the Run (1989)
- More The Merrier (1989)
- My Bare Lady (1989)
- Nasty Girls 1 (1989)
- Night of the Living Debbies (1989)
- Night Trips 1 (1989)
- Nympho Lesbians (1989)
- On Your Honor (1989)
- Outrageous Orgies 6 (1989)
- Return Of Indiana Joan (1989)
- Sharon Mitchell Non-stop (1989)
- Sorority Pink 1 (1989)
- Sorority Pink 2 (1989)
- Submissive Women (1989)
- Swedish Erotica Featurettes 2 (1989)
- Swedish Erotica Featurettes 3 (1989)
- Taste of Angel (1989)
- Those Lynn Girls (1989)
- User Friendly 1 (1989)
- User Friendly 2 (1989)
- Voodoo Lust (1989)
- Wacky World of X-rated Bloopers (1989)
- What A Country (1989)
- When Love Came To Town (1989)
- Who Shaved Lynn LeMay (1989)
- Wicked Sensations 2 (1989)
- Woman to Woman (1989)
- Women Who Seduce Women (1989)
- Working Overtime (1989)
- Young and Wrestling 2 (1989)
- Aja And Friends (1990)
- Bruce Seven's Most Graphic Scenes 1 (1990)
- Corruption (1990)
- DeRenzy Tapes (1990)
- Designing Babes (1990)
- Erotic Explosions 5 (1990)
- Even More Women Without Men (1990)
- Hot Lick Cafe (1990)
- Masseuse 1 (1990)
- Only the Best of Barbara Dare (1990)
- Party Doll (1990)
- Splash (1990)
- Tori Welles Exposed (1990)
- Way They Were (1990)
- Where The Girls Sweat 1 (1990)
- Wild and Innocent (1990)
- Adventures of Buttwoman (1991)
- Adventures of Mikki Finn (1991)
- Barlow Affair (1991)
- Bruce Seven's Favorite Endings (1991)
- Buttman's Bend Over Babes 2 (1991)
- California Blondes 3 (1991)
- Chains of Torment (1991)
- Enchantress (1991)
- Erotic Explosions 24 (1991)
- Family Affair (1991)
- Fantasy in Blue (1991)
- Golden Arches (1991)
- Head Talk (1991)
- Jamie Gillis: The Private Tapes 1 (1991)
- Jamie Gillis: The Private Tapes 2 (1991)
- Legends of Porn 3 (1991)
- No Time For Love (1991)
- Selena's Secrets (1991)
- Sex Asylum 4 (1991)
- Sins of Tami Monroe (1991)
- Sting Of Ecstasy (1991)
- Sweet Cheeks (1991)
- Wet and Wild Tami Monroe (1991)
- Adult Video News Awards 1992 (1992)
- Andrew Blake's Girls (1992)
- Ashlyn Gere: The Savage Mistress (1992)
- Auction 1 (1992)
- Auction 2 (1992)
- Buttman's Revenge (1992)
- Chateau Payne (1992)
- Cherry Red (1992)
- Dominating Girlfriends 1 (1992)
- Dressed to Tease (1992)
- Girls Gone Bad 7 (1992)
- Hellfire Society (1992)
- Hot Flushes (1992)
- Hot Rod To Hell 2 (1992)
- Jennifer Ate (1992)
- Mistress of Cruelty (1992)
- Not A Normal Boy (1992)
- Only the Best of Girls with Curves (1992)
- Oriental Temptations (1992)
- Pornographic Priestess (1992)
- Queen Of Mean (1992)
- Sorority Sex Kittens 2 (1992)
- Special Request 3 (1992)
- Temple Of Lust (1992)
- Where the Girls Play (1992)
- Wishful Thinking (1992)
- X-Rated Blondes (1992)
- You Bet Your Ass (1992)
- Adult Video News Awards 1993 (1993)
- Arabian Nights (1993)
- Autobiography Of A Slave (1993)
- Bad Boys' Punishment (1993)
- Best of Andrew Blake (1993)
- Beverly Hills Madam (1993)
- Bondage Slut (1993)
- Buttwoman's Favorite Endings (1993)
- Candy Snacker (1993)
- Centerfold (1993)
- Club DV8 1 (1993)
- Compendium Of Bruce Seven's Most Graphic Scenes 3 (1993)
- Compendium Of Bruce Seven's Most Graphic Scenes 4 (1993)
- Creation of Karin: Tormented and Transformed (1993)
- Distress Factor (1993)
- Dresden Diary 7: The Creation Of Hellfire (1993)
- Dresden Diary 8: The Hellfire Legend (1993)
- Education Of Karin (1993)
- Fantasy Doctor (1993)
- Hard Rider (1993)
- Hard Whips For Soft Bodies (1993)
- Hollywood X-posed 2 (1993)
- Kinky Lesbians 2 (1993)
- Living in a Wet Dream (new) (1993)
- Mistresses At War (1993)
- Mistresses At War 2 (1993)
- Power Dykes (1993)
- Pussy Tamer 1 (1993)
- Pussyman 1 (1993)
- Radical Affairs 4 (1993)
- Radical Affairs 5 (1993)
- Radical Affairs 6 (1993)
- Rocket Girls (1993)
- School For Wayward Wives (1993)
- Sensual Submission (1993)
- Servin' It Up (1993)
- Sex Heist (1993)
- Tempting Tianna (1993)
- Adult Video News Awards 1994 (1994)
- Best of Female Domination 14: Dominatrix Supreme (1994)
- Best of Porsche Lynn 1 (1994)
- Chains Of Passion (1994)
- Defiance: The Ultimate Spanking (1994)
- Domination Of Summer 1 (1994)
- Domination Of Summer 2 (1994)
- Dominatrix Supreme 14 (1994)
- Dungeon Delight (1994)
- Enema Bandit (1994)
- Enema Obedience 2 (1994)
- Erotika (1994)
- Felecia's Fantasies (1994)
- Hard-on Copy (1994)
- Leatherbound Dykes From Hell 2 (1994)
- Leatherbound Dykes From Hell 3 (1994)
- Leatherbound Dykes From Hell 4 (1994)
- Pajama Party X 1 (1994)
- Pornomania 3 (1994)
- Prison World (1994)
- Pussy Tamer 2 (1994)
- Samantha's Private Fantasies (1994)
- Sex Slave (1994)
- Spiked Heel Diaries 1 (1994)
- Spiked Heel Diaries 2 (1994)
- Take Me... Use Me... Make Me Your Slave (1994)
- To Serve, Protect, And Submit (1994)
- Tortured Passions (1994)
- Torturous Infidel (1994)
- Weekend In Bondage (1994)
- After Midnight (1995)
- Bad Slaves (1995)
- Battling Bitches 1 (1995)
- Battling Bitches 2 (1995)
- Beast Of Bondage (1995)
- Best of Ashlyn Gere (1995)
- Best of Female Domination 15: Hell Raising Mistresses (1995)
- Bums Away (1995)
- Collage In Leather, Chains And Ropes (1995)
- Date With A Mistress (1995)
- Debi Diamond: Mega Mistress (1995)
- Dresden Diary 13 (1995)
- Dungeon Training (1995)
- Enema Bandit Returns (1995)
- Enema Bandit Strikes Again (1995)
- Enema Obedience 3: The Ultimate Punishment (1995)
- Exchange (1995)
- Flame's Bondage Bash (1995)
- House of Slaves (1995)
- Kittens 7 (1995)
- Kym Wilde's On The Edge 16 (1995)
- Leatherbound Dykes From Hell 5 (1995)
- Leatherbound Dykes From Hell 6 (1995)
- Little Red Riding Hood (1995)
- Marathon (1995)
- Naked Ambition (1995)
- Pajama Party X 2 (1995)
- Perversionist (1995)
- Porsche Lynn Vault Mistress 1 (1995)
- Porsche Lynn Vault Mistress 2 (1995)
- Pussywoman 3 (1995)
- Self Bondage (1995)
- Sex Professionals (1995)
- Slave Sisters (1995)
- Slaves Of Passion (1995)
- Spiked Heel Diaries 3 (1995)
- Spiked Heel Diaries 4 (1995)
- Taboo 15 (1995)
- Three Mistresses of the Chateau (1995)
- When The Mistress is Away... (1995)
- Ariana's Dirty Dancers The Pro's (1996)
- Buttslammers 11 (1996)
- Captive In Sumanka (1996)
- Chronicles Of Pain 3 (1996)
- Leatherbound Dykes From Hell 8 (1996)
- Mistress Kane: Lessons In Terror (1996)
- Nurses Bound By Duty (1996)
- Porsche Lynn's Affair With Destiny (1996)
- Porsche Lynn's Destiny (1996)
- Porsche's Ordeal (1996)
- Takin' It To The Limit 7 (1996)
- Ultimate Fantasy (1996)
- Adult Video News Awards 1997 (1997)
- Bridal Shower (1997)
- Buttslammers 14 (1997)
- Dirty Bob's Xcellent Adventures 30 (1997)
- Ernest Greene's Bondage Files (1997)
- Foot Fetish Fantasies 2 (1997)
- Kinky Catfighting 1 (1997)
- Reality Of Submission (1997)
- Sex with Older Women (1997)
- Spiked Heel Diaries 7 (1997)
- Strip For The Whip (1997)
- Switch Game (1997)
- Total Control (1997)
- Wall To Wall Watersports (1997)
- Waterworld 3: Search For The Ultimate Enema (1997)
- Caper Cats (1998)
- Porsche Lynn's Lousy Pedicure (1998)
- Secret Life of Melissa (1998)
- Tattoo (1998)
- Trespassers Beware (1998)
- Whip That Bitch (1998)
- Compendium Of Bruce Seven's Most Graphic Scenes 13 (1999)
- Enema Desires (1999)
- I Submit (2000)
- Latex and Leather Slavegirls (2000)
- Legs For Pleasure 2 (2000)
- Mistress In Training (2000)
- Pain Slut 8 (2000)
- Pain Slut 10 (2001)
- Pussy Punishment (2001)
- Take That... Bitch (2001)
- Deep Inside Hyapatia Lee (2002)
- Felix The Lucky Slave 5 (2002)
- Home with a Master (2002)
- No Man's Land: Legends (2002)
- Tortured In The City (2002)
- Swedish Erotica 4Hr 12 (2003)
- Swedish Erotica 4Hr 14 (2003)
- Swedish Erotica 4Hr 21 (2003)
- Swedish Erotica 4Hr 23 (2003)
- Taste of the Whip (2003)
- Best of Bondcon NYC (2004)
- Enema Nursing School (2004)
- Porsche Lynn (2004)
- Dominant Speaks (2005)
- Girlfriends in Bondage (2005)
- Lesbian Seductions 3 (2005)
- Lesbian Seductions 4 (2005)
- Women Seeking Women 12 (2005)
- Retro Pussy (2007)
- Road Queen 4 (2007)
- Swedish Erotica 75 (2007)
- Swedish Erotica 77 (2007)
- Swedish Erotica 79 (2007)
- Swedish Erotica 82 (2007)
- Swedish Erotica 104 (2007)
- Swedish Erotica 118 (2007)
- Swedish Erotica 131 (2007)
- Road Queen 5 (2008)
- Tom Byron Screws the Stars (2008)
- Babe Buffet: All You Can Eat (2012)
- Fifty Shades of Bruce Seven (2012)

### Regista
- User Friendly 1 (1989)
- User Friendly 2 (1989)
- Porsche Lynn's Destiny (1996)
- Strip For The Whip (1997)
- Switch Game (1997)